# Pirvahid
Pirvahid è un comune dell'Azerbaigian situato nel distretto di Quba. Conta una popolazione di 1 293 abitanti.